# تارتنک‌گیرواران
تارتنک‌گیرواران (نام علمی: Pompiloidea) نام یک بالاخانواده از زیرراسته باریک‌تنه‌داران است.